# Otophryne
Otophryne es un género de anfibios anuros de la familia Microhylidae que se encuentra al este de Colombia y Venezuela, en la Guayana Francesa y Brasil. 

## Especies
Se reconocen las tres especies siguientes según ASW:
- Otophryne pyburni Campbell & Clarke, 1998.
- Otophryne robusta Boulenger, 1900.
- Otophryne steyermarki Rivero, 1968.